# خفاش‌های میوه‌خوار بینی‌لوله‌ای فرعی
خفاش‌های میوه‌خوار بینی‌لوله‌ای فرعی (نام علمی: Paranyctimene) نام یک سرده از تیره خفاش میوه‌خوار است.